# Åsne Seierstad
Åsne Seierstad (født 10. februar 1970 i Oslo) er en norsk journalist og forfatter.
Hun er cand.mag. i russisk, spansk og idéhistorie fra Universitetet i Oslo.
Hun har været korrespondent i Rusland, Kina og Afghanistan og krigskorrespondent i Kosovo og siden i Irak, hvorfra hun i 2003 sendte reportager hjem til både NRK, SVT og DR.
I september 2003 mødtes Åsne Seierstad i Oslo med den afghanske boghandler Shah Mohammed Rais, der med sin familie var hovedpersoner i bogen Boghandleren i Kabul. Efter Shah Mohammed Rais' udsagn gav Seierstad i sin bog et fordrejet og skadeligt billede af ham og hans familie, og som et modsvar skrev han bogen Det var engang en bokhandler i Kabul,  udgivet på norsk i 2006. I 2010 blev Åsne Seierstad dømt af Oslo Tingrett til at betale 120.000 kr. i erstatning til Shah Mohammed Rais' hustru, Suraia Rais, for at have krænket privatlivets fred. Forlaget Cappelen Damm, som udgav Boghandleren i Kabul blev i samme forbindelse dømt til at betale 125.000 kr. til Suraia Rais.
Hun og forlaget ankede dommen og fik medhold i Højesteret (Norge) i 2015.
I 2006 tog Åsne Seierstad til Grosnij  i Tjetjenien, hvor hun var krigskorrespondent i 1994, for at samle materiale til bogen Englen i Grosnij.

## Eksterne Henvisninger
- Åsne Seierstad på  Forfatterweb.dk